# 일라나 버단스키
일라나 버단스키(Ilana Verdansky)는 미국의 ABC 방송사가 방영하는 텔레비전 드라마 시리즈 로스트의 등장인물이다. 줄레이카 로빈슨이 연기했다. 일라나는 시즌 5 6번째 에피소드에서 사이드 자라를 붙잡고 아지라 에어웨이 316편을 탄 것에서부터 소개되었다. 하지만 스토리가 진행되면서 섬과 제이콥과 깊은 관계가 있는 사람 중 한명으로 밝혀져 중요 인물 중 하나로 떠올랐다. 일리나가 극 중 가방을 땅바닥에 내려놓자 가방안에 있는 다이너마이트가 폭발하는 바람에 폭사하였다.